# Asahikawa
Asahikawa (japonsky:旭川市) je japonské město na ostrově Hokkaidó ve stejnojmenné provincii. Žije zde přes 350 tisíc obyvatel, čímž je druhým nejlidnatějším městem na Hokkaidu. Ve městě působí 2 univerzity a několik středních škol. 

## Partnerská města
- Blooming, Illinois, Spojené státy americké
- Charbin, Čína (1995)
- Južno-Sachalinsk, Rusko (1967)
- Normal, Illinois, Spojené státy americké
- Suwon, Jižní Korea